# Wandle (rivière de Nouvelle-Zélande)
Ne doit pas être confondu avec Wandle (rivière d'Angleterre).
La rivière Wandle (anglais : Wandle River) est un cours d’eau du nord de la région de Canterbury de l’Île du Sud de la Nouvelle-Zélande.

## Géographie
Elle s’écoule globalement vers le sud à partir des pentes du mont Lyford (en) dans la chaîne d’Amuri Range pour atteindre la rivière Mason à 10 km au nord-est de la ville de Waiau. 